# Master of Theology
Der Master of Theology (MTh) ist ein Mastergrad der Theologie.
In Deutschland ist aufgrund der Strukturvorgaben der Kultusministerkonferenz der Master of Arts der Abschluss in Evangelischer oder Katholischer Theologie oder Religion bei konsekutiven Studiengängen. Ein davon abweichender Mastergrad wie der MTh kann aufgrund dieser Vorgaben nur in einem weiterbildenden Studiengang vergeben werden.
In einigen anderen Ländern ist der MTh ein konsekutiv auf den Bachelor of Theology aufgesetzter Studiengang.
In Deutschland wird der Master of Theology derzeit berufsbegleitend von der Universität Marburg vergeben. Die Gesellschaft für Bildung und Forschung in Europa (GBFE) und ihre angeschlossenen Institute in Deutschland, Österreich und der Schweiz bieten den Abschluss in Kooperation mit der Universität von Südafrika (UNISA) an. Die Bewertung der Studienleistungen erfolgt dabei nach dem European Credit Transfer System (ECTS).

## Studienmöglichkeiten
Im deutschsprachigen Raum kann der Master of Theology bei folgenden Hochschulen, theologischen Seminaren und sonstigen Bildungseinrichtungen erworben werden:

(in alphabetischer Folge der Hochschulorte)
- Lebenszentrum Adelshofen
- Staatsunabhängige Theologische Hochschule Basel
- Universität Basel[4]
- Universität Bern[5]
- Bibelseminar Bonn
- Theologische Hochschule Chur
- Theologisches Seminar des Bundes Evangelisch-Freikirchlicher Gemeinden in Wustermark-Elstal
- Institut für Gemeindebau und Weltmission in Essen
- Universität Freiburg (Schweiz)[6]
- Theologische Hochschule Friedensau[7]
- Akademie für christliche Führungskräfte in Gummersbach
- Missionsseminar Hermannsburg
- Theologisches Seminar Bienenberg in Liestal (Schweiz)[8]
- Universität Luzern[9]
- Universität Marburg
- Stiftung Therapeutische Seelsorge in Neuendettelsau[10]
- Forum Wiedenest
- Universität Wien
- Universität Zürich
- Theologisches Seminar Rheinland in Altenkirchen-Wölmersen

## Einzelbelege
1. ↑  Ländergemeinsame Strukturvorgaben/Beschluss der Kultusministerkonferenz vom 10. Oktober 2003 – derzeit i. d. F. vom 4. Februar 2010 (PDF-Datei; 35 kB), KMK.
2. ↑  Vgl. http://www.uni-marburg.de/fb05/studium/studiengaenge/ma-theologie, abgelesen am 15. August 2010, sowie Archivierte Kopie (Memento des Originals vom 30. Juli 2009 im Internet Archive)  Info: Der Archivlink wurde automatisch eingesetzt und noch nicht geprüft. Bitte prüfe Original- und Archivlink gemäß Anleitung und entferne dann diesen Hinweis.
3. ↑  http://www.lza.de/theologisches-seminar/master/anerkennung.htm Archivierte Kopie (Memento des Originals vom 27. Juni 2007 im Internet Archive)  Info: Der Archivlink wurde automatisch eingesetzt und noch nicht geprüft. Bitte prüfe Original- und Archivlink gemäß Anleitung und entferne dann diesen Hinweis.
4. ↑  Vgl. Archivierte Kopie (Memento des Originals vom 30. Juni 2008 im Internet Archive)  Info: Der Archivlink wurde automatisch eingesetzt und noch nicht geprüft. Bitte prüfe Original- und Archivlink gemäß Anleitung und entferne dann diesen Hinweis.
5. ↑  Vgl. Archivierte Kopie (Memento des Originals vom 7. Oktober 2009 im Internet Archive)  Info: Der Archivlink wurde automatisch eingesetzt und noch nicht geprüft. Bitte prüfe Original- und Archivlink gemäß Anleitung und entferne dann diesen Hinweis.
6. ↑  Vgl. http://www.unifr.ch/theo/theo751de.htm
7. ↑  Vgl. Archivierte Kopie (Memento des Originals vom 20. Dezember 2008 im Internet Archive)  Info: Der Archivlink wurde automatisch eingesetzt und noch nicht geprüft. Bitte prüfe Original- und Archivlink gemäß Anleitung und entferne dann diesen Hinweis.
8. ↑  Vgl. http://www.master-of-theology.ch@1@2Vorlage:Toter+Link/www.master-of-theology.ch+(Seite+nicht+mehr+abrufbar,+festgestellt+im+März+2022.+Suche+in+Webarchiven) Datei:Pictogram+voting+info.svg Info:+Der+Link+wurde+automatisch+als+defekt+markiert.+Bitte+prüfe+den+Link+gemäß+Anleitung+und+entferne+dann+diesen+Hinweis.
9. ↑  Vgl. http://www.katholische-theologie.info/Fakult%C3%A4tenInstitute/Fakult%C3%A4ten/SelbstdarstellungenderFakult%C3%A4ten/Universit%C3%A4tLuzern/tabid/116/Default.aspx
10. ↑  Akademisches Aufbauprogramm - Ausbildung - Stiftung TS. Abgerufen am 21. Mai 2021.